# Valentīna Gotovska
Valentīna Gotovska (ur. 3 września 1965 w Krasławie) – łotewska lekkoatletka specjalizująca się w skoku w dal oraz skoku wzwyż, czterokrotna uczestniczka letnich igrzysk olimpijskich (Barcelona 1992, Atlanta 1996, Sydney 2000, Ateny 2004).

## Sukcesy sportowe
- mistrzyni Łotwy w biegu na 100 m – 1995
- sześciokrotna mistrzyni Łotwy w skoku wzwyż – 1991, 1992, 1993, 1994, 1995, 1996
- siedmiokrotna mistrzyni Łotwy w skoku w dal – 1995, 1996, 1997, 1998, 1999, 2003, 2004
- dwukrotna mistrzyni Łotwy w siedmioboju – 1994, 1996[1]
- halowa mistrzyni Łotwy w biegu na 60 m – 1996
- trzykrotna halowa mistrzyni Łotwy w skoku wzwyż – 1993, 1994, 1995
- dziewięciokrotna halowa mistrzyni Łotwy w skoku w dal – 1995, 1996, 1997, 1998, 1999, 2002, 2003, 2004, 2005[2]

| Rok  | Miasto    | Zawody                    | Konkurencja | Wynik       |
| ---- | --------- | ------------------------- | ----------- | ----------- |
| 1993 | Stuttgart | mistrzostwa świata        | skok wzwyż  | 8. miejsce  |
| 2001 | Edmonton  | mistrzostwa świata        | skok w dal  | 5. miejsce  |
| 2001 | Lizbona   | halowe mistrzostwa świata | skok w dal  | 8. miejsce  |
| 2002 | Monachium | mistrzostwa Europy        | skok w dal  | 12. miejsce |
| 2003 | Paryż     | mistrzostwa świata        | skok w dal  | 11. miejsce |
| 2004 | Budapeszt | halowe mistrzostwa świata | skok w dal  | 5. miejsce  |

## Rekordy życiowe
- bieg na 60 m (hala) – 7,66 – Tallinn 22/02/1997
- bieg na 200 m – 24,77 – Tallinn 28/06/1997
- bieg na 800 m – 2:29,41 – Tallinn 29/06/1997
- bieg na 100 m ppł – 15,02 – Tallinn 28/06/1997
- skok wzwyż – 1,97 – Wilno 04/08/1990 (rekord Łotwy)
- skok wzwyż (hala) – 1,92 – Wilno 08/01/1989 (rekord Łotwy)
- skok w dal – 6,91 – Tartu 11/06/2000 (rekord Łotwy)
- skok w dal (hala) – 6,72 – Ryga 06/02/2004
- pchnięcie kulą – 10,24 – Tallinn 28/06/1997
- rzut dyskiem – 33,64 – Tallinn 29/06/1997
- siedmiobój – 5786 – Ryga 16/06/1996